# Янычарская музыка

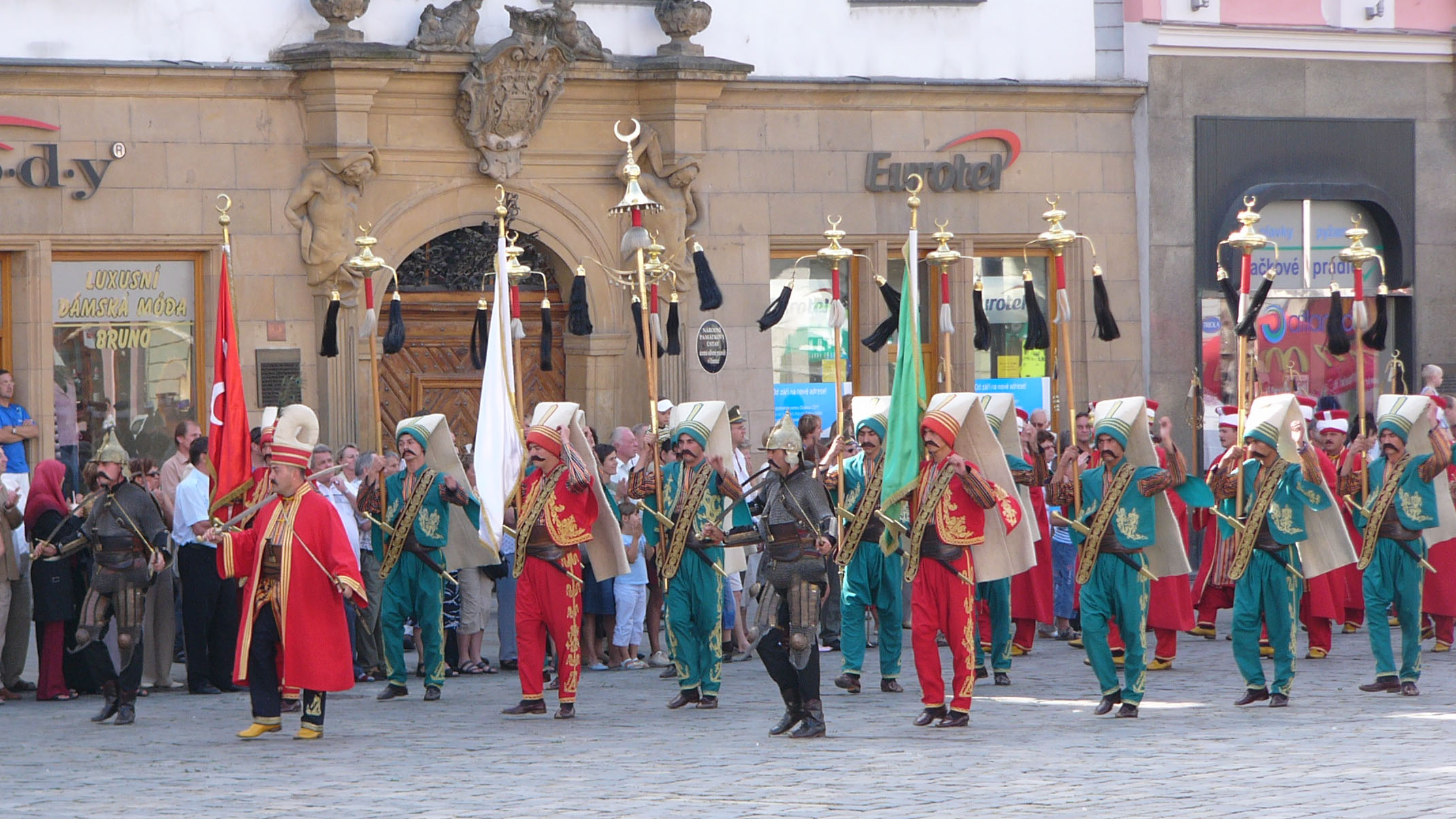
Современный турецкий оркестр янычарской музыки

Янычарская музыка — термин, которым в начале XVIII века в Европе обозначали набор традиционных инструментов военного оркестра янычар.

## Состав оркестра
Большой барабан (дауль), 2 небольших барабанчика (сардар-нагара), 2 тарелки (цил), 7 медных труб (бори), 5 шалмеев (цурнадер), турецкий полумесяц.

## История
Традиция турецкой военной музыки восходит к XIII веку. Считается, что первый военный оркестр был направлен Осману I от султана сельджуков Кей-Кубада III в подарок. Понятие военного оркестра, близкого по составу к современному, появляется в Османской империи в XVI веке.
Со времён нашествия османов на Среднюю Европу в середине XVII века их военная музыка воспринималась европейцами как «варварская» (дикая, рычащая, шумящая, гремящая), то есть как специфическое сочетание тембров, инструментов и т. д., а не как особый музыкальный язык.
Но с начала XVIII века музыкальная традиция военных оркестров янычар начинает проникать в Европу, и на них возникает мода своего рода. В 1720 году полный комплект янычарских инструментов получил в дар от турецкого султана польский король Август II, в 1725 году  русская императрица Екатерина I выписала из Константинополя турецкий военный оркестр, в составе которого, кроме его традиционных музыкальных инструментов, был и треугольник, известный в Европе с XIV века; в 1741 году янычарские инструменты появились в Австрии, затем в Пруссии и других европейских странах. В моду вошёл жанр «турецкого», то есть военного, марша с использованием «янычарского» тембрового колорита (в частности, большого барабана с тарелками, к которым часто присоединялся треугольник). Среди ударно-шумовых инструментов, вызывавших ассоциации с турецкой музыкой, был бунчук. Влияние «янычарской музыки» как специфического тембрового комплекса на европейскую оперную и симфоническую музыку было очень заметным. Одним из первых воспользовался тарелками и треугольником в оперном оркестре А. Э. М. Гретри («Марш цыган» из оперы «Тайная магия», 1778). К. В. Глюк в хорах и танцах скифов в опере «Ифигения в Тавриде» (1779) для создания восточного колорита также вводит в оркестр тарелки и треугольник в сочетании с малым барабаном. Лучшие образцы органич. сплава янычарских тембров с тембровым комплексом классического европейского оркестра — зингшпиль В. А. Моцарта «Похищение из сераля» (1782) и «Военная симфония» Гайдна (1794); тот же комплекс тембров присутствует в увертюре и марше Бетховена к пьесе Коцебу «Афинские развалины». В оркестре «Похищения из сераля» воспроизведён и типичный для янычар способ игры на большом барабане — колотушкой и прутом (Ruthe); в конце XIX века этот приём был повторен Г. Малером в 3-й части 2-й симфонии. Участие большого барабана с тарелками в «воинственных эпизодах» оперно-симфонических партитур становится типичным для европейской музыки конца XVIII — начала XIX веков. Один из малоизвестных, но показательных образцов – «Немецкая военная песня» Моцарта (KV 539, «Ich mochte wohl der Keiser sein», 1788) для малого состава симфонического оркестра с тарелками и большим барабаном, написанная в связи с австро-турецкой войной. Сочетанием тембров большого барабана, тарелок и треугольника, постоянно применявшимся в «триумфальной» музыке, воспользовался Л. ван Бетховен в финале 9-й симфонии.
Стиль «alla turca» повлиял не только на оркестровую, но и на фортепианную музыку (например, финал фортепианной сонаты Моцарта A-dur, K.-V. 331). В начале XIX века создавались фортепиано с имитацией тембров колокольчиков, тарелок и большого барабана. Механические инструменты типа оркестриона также снабжались «янычарскими» тембрами, например оркестрион братьев X. Г. и И. Бауэров (Вена, 1828). Для одного из оркестрионов («пангармоникон» И. Н. Мельцеля, 1806) Бетховен написал «Битву при Виттории», исполняемую в оркестровой редакции с тремя большими барабанами. Пример музыкального эксперимента — произведение Л. Шпора «Ноктюрн для гармониума и янычарской музыки» (1815).
С середины XIX века, по мере военно-политического упадка Османской империи, стало падать и влияние янычарской музыки в Европе. В XX веке, после распада Османской империи, предпринимались отдельные попытки возрождения традиций янычарской музыки (в частности, к 1953 году в ознаменование 500-летия падения Константинополя).
В настоящее время янычарская музыка носит в Турции в основном историко-этнографический характер. При Военном музее в Стамбуле существует ансамбль из турецких военных, который выступает в стиле традиций янычарской музыки.

## Известные композиторы

### XVI века
- Nefiri Behram
- Emir-i Hac
- Hasan Can
- Gazi Giray II

### XVII века
- Zurnazen Edirneli Daği Ahmed Çelebi
- Zurnazenbaşı İbrahim Ağa
- Müstakim Ağa
- Hammali

### XVIII века
- Hızır Ağa